# هادي خامنئي
هادي خامنئي (بالفارسية: هادی خامنه‌ای) هو رجل دين وسياسي ولغوي ومجتهد إيراني، ولد في 26 يناير من عام 1948. هو أخ علي خامنئي.